# Región de Maradi
La región de Maradi es una de las siete divisiones administrativas de primer nivel de Níger. Tiene una superficie de 41 796 km². Su capital es Maradi.
En 2012 tenía 3 402 094 habitantes.

## Localización
Se ubica en el sur del país y tiene los siguientes límites:
| Noroeste: Región de Tahoua          | Norte: Región de Agadez         | Noreste: Región de Zinder           |
| Oeste: Región de Tahoua             |                                 | Este: Región de Zinder              |
| Suroeste: Estado de Sokoto, Nigeria | Sur: Estado de Zamfara, Nigeria | Sureste: Estado de Katsina, Nigeria |

## División administrativa
Luego de la reforma territorial de 2011, Maradi está dividido en los siguientes ocho departamentos (la ciudad de Maradi pertenece también a la región, pero no se incluye en ningún departamento y forma una comunidad urbana con estatuto especial):
- Departamento de Aguie (capital: Aguié)
- Departamento de Bermo (capital: Bermo)
- Departamento de Dakoro (capital: Dakoro)
- Departamento de Gazaoua (capital: Gazaoua)
- Departamento de Groumdji (capital: Guidan Roumdji)
- Departamento de Madarounfa (capital: Madarounfa)
- Departamento de Mayahi (capital: Mayahi)
- Departamento de Tessaoua (capital: Tessaoua)